# Нурмсалу, Сандра
Са́ндра Ну́рмсалу (эст. Sandra Nurmsalu, родилась в Алавере, Эстония) — эстонская певица и скрипачка, солистка группы Urban Symphony, представлявшей Эстонию на конкурсе песни Евровидение 2009. Сандра Нурмсалу исполнила основную партию песни Rändajad, занявшей 6-е место в финале Евровидения.

## Биография и начало карьеры
Окончила Таллинское музыкальное училище имени Георга Отса по классу поп- и джаз-вокала.
До участия в Евровидении Сандра играла и пела в фолк-группах Pillipiigad (в течение 7 лет) и Virre (в течение 3 лет). В Эстонии получила широкую известность после участия в популярном эстонском конкурсе молодых исполнителей Kaks takti ette (Два такта вперёд), где она заняла 4-е место.
Сандра в 2009 также выступала в реалити-шоу Эстония ищет суперзвезду (Eesti otsib superstaari) (аналогу английского Idol). Каждый участник должен был выбрать эстонского исполнителя, в дуэте с которым должен был спеть. Конкурсант Отт Лепланд, позже победитель конкурса, выбрал Сандру для исполнения «Rändajad».
Является одним из активных членов фонда защиты бездомных животных.
Активным возвращением к певческой карьере стало исполнение сингла «Sel Teel» совместно с группой Sinine.
В октябре 2012 года Сандра отправилась в тур вместе с многими другими эстонскими артистами, чтобы отпраздновать 100-летие эстонского кино и музыки, исполняя концерты на площадках в Таллине, Пярну и Тарту.
В конце 2012 года Сандра объявила о своем собственном концерте под названием «Rändajad», одноимённого с её первым синглом совместно с популярной группой Urban Symphony. Тур прошёл на площадках в уезде Харьюмаа, в которой она росла, в том числе её родном городе Алавере.

## Семья
Не замужем.
26 июля 2010 Сандра Нурмсалу родила своего первого ребёнка — дочь, которую она назвала Кристал Ингрид. Отцом является учитель физкультуры и молодой человек Сандры Тармо Каск. 31 августа 2015 года у пары родилась вторая дочь Флора Ли.
В данный момент проживает в пригороде Таллина — Пеэтри.

## Дискография

### Синглы
В разное время в исполнении Сандры прозвучали следующие песни:
В составе Urban Symphony:
- Rändajad
- Päikese poole
- Skorpion

Сольно или с некоторыми членами Urban Symphony:
- Velvetiin
- Minu kodu
- Mad World
- Lootusetult hoolin sust
- Kui mind enam ei ole
- Hüvasti, kollane koer
- Hungry
- Crying in the Rain
- Oma laulu ei leia ma üles
- Behind These Hazel Eyes
- Sel Tell (feat. Sinine)

## Достижения
- «Tähtede Laul» (2004 г. — второе место; 2005 г. — первое место; 2006 г. — первое место).
- 2005 г. — участвовала в шоу «Kaks takti ette» (вошла в 45 лучших).
- 2007 г. — участвовала в шоу «Kaks takti ette» с песней Урмаса Алендера «Hüvasti, kollane koer» (4 место).
- 2008 г. — окончила Таллинское музыкальное училище имени Георга Отса по классу поп-джаз пения.
- 2009 г. — солистка группы Urban Symphony, представлявшей Эстонию на конкурсе песни Евровидение 2009 и занявшей 6-е место в финале Евровидения.